# Rattlers de l'Arizona
Stade
Champion 1994, 1997, 2002, 2003, 2004, 2017
Les Rattlers de l'Arizona sont une équipe de football américain en salle basée à Phoenix, en Arizona. Ils sont actuellement membres de la Indoor Football League (IFL). Les Rattlers ont été fondés en 1992 en tant qu’équipe d’extension de l'Arena Football League et constituaient la troisième plus ancienne franchise active de l’AFL jusqu’à leur départ en 2016. Ils disputent leurs matchs à domicile au Talking Stick Resort Arena. Les Rattlers sont dirigés par l'entraîneur-chef Kevin Guy. Depuis la création de l'équipe en 1992, les Rattlers ont remporté dix titres de division et ont participé à neuf matchs de championnat ArenaBowl, remportant des championnats en 1994, 1997, 2002, 2003 et 2004. Les Rattlers ont également remporté le United Bowl 2017 lors de leur première saison en IFL.

## Histoire
Les Rattlers ont été fondés en 1992 et ont joué jusqu'à la fin de la saison 2016 dans la Arena Football League (AFL). Pour la saison 2017, ils ont rejoint l'IFL. Le fondateur est Jerry Colangelo, un homme d'affaires américain qui a déjà possédé de nombreuses équipes sportives, comme les Suns de Phoenix ou les Diamondbacks de l'Arizona. Après plusieurs changements de propriétaires depuis 2011, l'équipe appartient à Ron Shurts.
Les Rattlers font partie des franchises AFL les plus performantes de tous les temps. Depuis leur adhésion à l'AFL, ils ont atteint les séries éliminatoires 22 fois et ont remporté le l'ArenaBowl 5 fois. Ils sont la première équipe de l’AFL à remporter l'ArenaBowl trois fois de suite. En 2014, près de 18 000 spectateurs ont assisté à leur troisième sacre d'affilée face aux Gladiators de Cleveland.
Depuis la saison 2017, les Rattlers participent à l'Indoor Football League (IFL). Après 12 victoires et 4 défaites en saison régulière, ils sont en demi-finale des playoffs contre le Danger du Nebraska qu'ils battent 62-36 pour remporter l'Intense Conference. Le 8 juillet 2017, UnitedBowl de l'IFB a eu lieu entre les Rattlers et le Storm de Sioux Falls. Les Rattlers ont gagné le match 50:41 et ont ainsi pu remporter leur premier titre dans l'IFL.
Les Rattlers disputent leurs matchs à domicile au Talking Stick Resort Arena, d’une capacité d’environ 15 000 places, à Phoenix. Ils partagent le stade avec les Suns de Phoenix de la NBA et le Mercury de Phoenix, une équipe de basketball féminine de la Women's National Basketball Association (WNBA).

## Saison par saison
| Saison | Ligue                                            | Conférence                                       | Division                                         | Saison régulière                                 | Saison régulière                                 | Saison régulière                                 | Playoffs |                                                  |
| Saison | Ligue                                            | Conférence                                       | Division                                         | Classement Final                                 | G                                                | P                                                | Playoffs |                                                  |
| ------ | ------------------------------------------------ | ------------------------------------------------ | ------------------------------------------------ | ------------------------------------------------ | ------------------------------------------------ | ------------------------------------------------ | --- | ------------------------------------------------ |
| 1992   | AFL                                              | —                                                | Western                                          | 3e                                               | 4                                                | 6                                                | |                                                  |
| 1993   | AFL                                              | Américaine                                       | —                                                | 2e                                               | 7                                                | 5                                                | Victoire quart de finale (Charlotte) 56–49 Défaite demi-finale (Detroit) 34–38                                                                                   |                                                  |
| 1994   | AFL                                              | Américaine                                       | —                                                | 2e                                               | 8                                                | 4                                                | Victoire quart de finale (Charlotte) 52–24 Victoire demi-finale (Albany) 40–33 Victoire ArenaBowl VIII (Orlando) 36–31                                           |                                                  |
| 1995   | AFL                                              | Américaine                                       | Western                                          | 2e                                               | 7                                                | 5                                                | Défaite quart de finale (Iowa) 52–56 |                                                  |
| 1996   | AFL                                              | Américaine                                       | Western                                          | 1er                                              | 11                                               | 3                                                | Victoire quart de finale (Orlando) 65–48 Défaite demi-finale (Tampa Bay) 54–55                                                                                   |                                                  |
| 1997   | AFL                                              | Américaine                                       | Western                                          | 1er                                              | 12                                               | 2                                                | Victoire quart de finale (Milwaukee) 46–29 Victoire demi-finale (Tampa Bay) 49–46 (OT) Victoire ArenaBowl XI (Iowa) 55–33                                        |                                                  |
| 1998   | AFL                                              | Américaine                                       | Western                                          | 1er                                              | 10                                               | 4                                                | Victoire quart de finale (Houston) 50–36 Défaite demi-finale (Orlando) 33–38                                                                                     |                                                  |
| 1999   | AFL                                              | Américaine                                       | Western                                          | 1er                                              | 10                                               | 4                                                | Victoire quart de finale (Nashville) 34–30 Défaite demi-finale (Albany) 47–73                                                                                    |                                                  |
| 2000   | AFL                                              | Américaine                                       | Western                                          | 2e                                               | 12                                               | 2                                                | Victoire Wild Card (Buffalo) 41–34 Victoire quart de finale (Albany) 53–50 Défaite demi-finale (Orlando) 44–56                                                   |                                                  |
| 2001   | AFL                                              | Américaine                                       | Western                                          | 2e                                               | 8                                                | 6                                                | Victoire Wild Card (Detroit) 52–44 Défaite quart de finale (San Jose) 49–68                                                                                      |                                                  |
| 2002   | AFL                                              | Américaine                                       | Western                                          | 2e                                               | 11                                               | 3                                                | Victoire quart de finale (Carolina) 61–59 Victoire demi-finale (Chicago) 46–35 Défaite ArenaBowl XVI (San Jose) 14–52                                            |                                                  |
| 2003   | AFL                                              | Américaine                                       | Western                                          | 3e                                               | 10                                               | 6                                                | Victoire Wild Card (Las Vegas) 69–26 Victoire quart de finale (Los Angeles) 70–63 Victoire demi-finale (San Jose) 66–49 Défaite ArenaBowl XVII (Tampa Bay) 29–43 |                                                  |
| 2004   | AFL                                              | Américaine                                       | Western                                          | 1er                                              | 11                                               | 5                                                | Victoire quart de finale (Los Angeles) 59–42 Victoire demi-finale (Colorado) 45–41 Défaite ArenaBowl XVIII (San Jose) 62–69                                      |                                                  |
| 2005   | AFL                                              | Américaine                                       | Western                                          | 4e                                               | 7                                                | 9                                                | |                                                  |
| 2006   | AFL                                              | Américaine                                       | Western                                          | 2e                                               | 8                                                | 8                                                | Victoire Wild Card (Utah) 57–34 Défaite quart de finale (San Jose) 48–62                                                                                         |                                                  |
| 2007   | AFL                                              | Américaine                                       | Western                                          | 4e                                               | 4                                                | 12                                               | |                                                  |
| 2008   | AFL                                              | Américaine                                       | Western                                          | 2e                                               | 8                                                | 8                                                | Défaite Wild Card (Grand Rapids) 41–48 |                                                  |
| 2009   | L'AFL suspend les opérations pour la saison 2019 | L'AFL suspend les opérations pour la saison 2019 | L'AFL suspend les opérations pour la saison 2019 | L'AFL suspend les opérations pour la saison 2019 | L'AFL suspend les opérations pour la saison 2019 | L'AFL suspend les opérations pour la saison 2019 | L'AFL suspend les opérations pour la saison 2019 | L'AFL suspend les opérations pour la saison 2019 |
| 2010   | AFL                                              | Nationale                                        | Western                                          | 2e                                               | 10                                               | 6                                                | Défaite demi-finale de conférence (Spokane) 49–57 |                                                  |
| 2011   | AFL                                              | Nationale                                        | Western                                          | 1er                                              | 16                                               | 2                                                | Victoire demi-finale de conférence (Spokane) 62–33 Victoire finale de conférence (Chicago) 54–48 Défaite ArenaBowl XXIV (Jacksonville) 70–73                     |                                                  |
| 2012   | AFL                                              | Nationale                                        | Western                                          | 1er                                              | 13                                               | 5                                                | Victoire demi-finale de conférence (San Jose) 51–48 Victoire finale de conférence (Utah) 75–69 Victoire ArenaBowl XXV (Philadelphia) 72–54                       |                                                  |
| 2013   | AFL                                              | Nationale                                        | Western                                          | 1er                                              | 15                                               | 3                                                | Victoire demi-finale de conférence (San Jose) 59–49 Victoire finale de conférence (Spokane) 65–57 Victoire ArenaBowl XXVI (Philadelphia) 48–39                   |                                                  |
| 2014   | AFL                                              | Nationale                                        | Western                                          | 1er                                              | 15                                               | 3                                                | Victoire demi-finale de conférence (Portland) 52–48 Victoire finale de conférence (San Jose) 72–56 Victoire ArenaBowl XXVII (Cleveland) 72–32                    |                                                  |
| 2015   | AFL                                              | Nationale                                        | Western                                          | 1er                                              | 14                                               | 4                                                | Victoire demi-finale de conférence (Spokane) 72–41 Défaite finale de conférence (San Jose) 67–70                                                                 |                                                  |
| 2016   | AFL                                              | Nationale                                        | —                                                | 1er                                              | 13                                               | 3                                                | Victoire demi-finale de conférence (Portland) 84–40 Victoire finale de conférence (Cleveland) 82–41 Défaite ArenaBowl XXIX (Philadelphia) 42–56                  |                                                  |
| 2017   | IFL                                              | Intense                                          | —                                                | 1er                                              | 12                                               | 4                                                | Victoire finale de conférence (Nebraska) 62–36 Victoire 2017 United Bowl (Sioux Falls) 50–41                                                                     |                                                  |
| 2018   | IFL                                              | —                                                | —                                                | 2e                                               | 11                                               | 3                                                | Défaite demi-finale (Sioux Falls) 68–69 OT |                                                  |
| Total  | Total                                            | Total                                            | Total                                            | Total                                            | 267                                              | 125                                              | Saison régulière | Saison régulière                                 |
| Total  | Total                                            | Total                                            | Total                                            | Total                                            | 37                                               | 17                                               | Playoffs | Playoffs                                         |
| Total  | Total                                            | Total                                            | Total                                            | Total                                            | 304                                              | 142                                              | Saison régulière et playoffs | Saison régulière et playoffs                     |

## Les joueurs
La dernière équipe à jouer en AFL.
| Joueur            | Position | Université                |
| ----------------- | -------- | ------------------------- |
| Anthony Amos      |          | Middle Tennessee State    |
| Mykel Benson      | FB/LB    | Florida A&M               |
| Damien Borel      |          | Butte CC (CA)             |
| Shane Boyd        | QB       | Kentucky                  |
| Arkeith Brown     | WR/DB    | Texas A&M                 |
| Dan Buckner       |          | Arizona                   |
| Allen Chapman     |          | Kansas State              |
| Nick Davila       | QB       | Cincinnati                |
| Chase Deadder     | WR       | Sacramento State          |
| Cliff Dukes       | DL       | Michigan State            |
| Marquis Floyd     | DB       | West Georgia              |
| Rodney Fritz      | DL,DE    | Tennessee State           |
| Tyre Glasper      | OL/DL    | North Carolina            |
| Anttaj Hawthorne  | DT       | Wisconsin                 |
| Keiron Jones      |          | Southeastern Louisiana    |
| Jeremy Kellem     | DB,DS    | Middle Tennessee State    |
| Jimmy Legree      |          | South Carolina            |
| Leon Mackey       |          | Texas A&M                 |
| Joe Matthews      |          | New Mexico State          |
| Chris McAllister  |          | Baylor                    |
| Chris McCallister |          | Baylor                    |
| KJ Morton         | DB       | Baylor                    |
| Al Phillips       | DB       | Wagner                    |
| Maurice Purify    | WR       | Nebraska                  |
| Kerry Reed        | WR       | Michigan St.              |
| Dionte Savage     |          | Oklahoma                  |
| Michael Simons    |          | Central Connecticut State |
| Markus Smith      |          | Nevada                    |
| Kenny Spencer     | K        | North Alabama             |
| Dimetrio Tyson    |          | Jacksonville State        |
| Luis Vasquez      | DL       | Arizona State             |
| Mike Washington   | WR       | Hawai`i                   |
| Rod Windsor       | WR       | Western New Mexico State  |
| Alex Zendejas     |          | Arizona                   |

### Membres des Rattlers au Hall of Fame de l'AFL
| Numéro | Joueur           | Année d'entrée | Position             | Années aux Rattlers |
| ------ | ---------------- | -------------- | -------------------- | ------------------- |
| 13     | Sherdrick Bonner | 2012           | QB                   | 1993–2007           |
| 14     | Hunkie Cooper    | 2011           | WR/LB                | 1993–2005           |
| 17     | Randy Gatewood   | 2012           | WR/DB                | 1996–2007           |
| 44     | Bob McMillen     | 2013           | FB/LB                | 1995–2000           |
| --     | Gene Nudo        | 2011           | Executive/Head Coach | 1993–2007           |
| --     | Danny White      | 2002           | Head Coach           | 1994–2002           |

### Numéros de maillot retirés
| Numéro | Joueur           | Position | Saisons   | Date          | Réf    |
| ------ | ---------------- | -------- | --------- | ------------- | ------ |
| 13     | Sherdrick Bonner | QB       | 1993–2007 | June 16, 2010 | [ 59 ] |
| 14     | Hunkie Cooper    | WR/LB    | 1993–2005 | May 6, 2005   | [ 60 ] |
| 17     | Randy Gatewood   | WR/DB    | 1996–2007 | May 9, 2008   | [ 61 ] |

## Les entraîneurs
| Nom         | Terme        | Saison régulière | Saison régulière | Saison régulière | Saison régulière | Playoffs | Playoffs | Récompenses                      |
| ----------- | ------------ | ---------------- | ---------------- | ---------------- | ---------------- | -------- | -------- | -------------------------------- |
|             |              | G                | P                | N                | %                | G        | P        |                                  |
| Danny White | 1992-2004    | 121              | 55               | 0                | .688             | 20       | 10       | Entraîneur de l'année 1993       |
| Todd Shell  | 2005         | 7                | 9                | 0                | .438             | 0        | 0        |                                  |
| Gene Nudo   | 2006-2007    | 12               | 20               | 0                | .375             | 1        | 1        |                                  |
| Kevin Guy   | 2008-présent | 117              | 41               | 0                | .753             | 16       | 5        | Entraîneur de l'année 2011, 2016 |

## Ancien logo

Logo de 1992 à 2011